# Antineutrone
L'antineutrone è l'antiparticella del neutrone. Fu rilevato per la prima volta da Bruce Cork nel 1956, un anno dopo la scoperta dell'antiprotone, in esperimenti di collisione protone-nucleone al Bevatron del Lawrence Berkeley National Laboratory.

## Caratteristiche
L'antineutrone ha una massa pari a 939,573 MeV/c2 (1,674 94×10−27 kg) e una carica elettrica (nulla) uguali al neutrone, dal quale differisce per il fatto di essere composto dai rispettivi antiquark; in particolare l'antineutrone è composto da due antiquark {\displaystyle {\bar {d}}} (anti-down) ed un antiquark {\displaystyle {\bar {u}}} (anti-up). Lo spin dell'antineutrone è pari a ½, la sua carica di colore è zero ed è caratterizzato da una vita media di 886 s.
Il momento magnetico dell'antineutrone è l'opposto di quello del neutrone: per l'antineutrone è pari a +1,913 µN e per il neutrone è -1,913 µN (in relazione alla direzione dello spin).
Poiché gli antineutroni sono elettricamente neutri, la loro osservazione diretta risulta difficoltosa; solitamente ciò che si osserva sono i prodotti secondari dell'annichilazione di un antineutrone con un neutrone.
Alcune teorie prevedono che possa esistere un'oscillazione neutrone-antineutrone, simile a quanto avviene per i neutrini, processo però che potrebbe avvenire solo in presenza di leggi fisiche ancora ignote che violerebbero la legge di conservazione del numero di barioni.

## Creazione e annichilazione dell'antineutrone
Come detto, la vita media di un antineutrone è di circa 886 s, e i prodotti di decadimento sono un antiprotone, un positrone e un neutrino:
{\displaystyle {\bar {n}}\to {\bar {p}}+e^{+}+\nu _{e}}
Viceversa, un antineutrone si può creare in seguito alla collisione ad alta energia tra due protoni, evento che genera anche un altro protone e un pione; queste tre nuove particelle nascono come risultato della trasformazione in massa di una parte dell'energia cinetica posseduta dai due protoni iniziali:
{\displaystyle p+p\to p+p+p+\pi ^{-}+{\bar {n}}}
L'antineutrone infine può annichilarsi con un protone generando due mesoni {\displaystyle \pi ^{+}} e un mesone {\displaystyle \pi ^{-}}:
{\displaystyle {\bar {n}}+p\to \pi ^{+}+\pi ^{-}+\pi ^{+}}